# Kagi dorobō no mesoddo
Kagi dorobō no mesoddo (鍵泥棒のメソッド?), noto anche con il titolo internazionale Key of Life, è un film del 2012, scritto e diretto da Kenji Uchida.

## Trama
Takeshi Sakurai è un attore indebitato che sta per suicidarsi, mentre Junitsu Kondō è un sicario professionista. I loro destini si intrecciano.